# Юри Бронфенбренер
Юри Бронфенбренер (на английски: Urie Bronfenbrenner) е американски психолог, един от водещите световни учени в областта на психологията на детското развитие. Той става известен основно със своята Теория на екологичните системи. Неговата научна работа е в огромна помощ за американското правителство и основополагаща за формираната през 1965 година програма за цялостно подпомагане за образованието, здравеопазването, храненето и социалните услуги от ранна детска възраст, на деца с ниски доходи и техните семейства. Изследванията на Бронфенбренер и неговата теория са от ключово значение за промяна на гледната точка за психология на развитието, като се привлича вниманието върху големия брой екологични и обществени влияния върху детското развитие.

## Биография
Роден на 29 април 1917 година в Москва, Руска империя. Когато е шестгодишен, семейството му се мести в САЩ. Баща му е невропатолог в болница за хора с умствени увреждания в Рокланд (област Ню Йорк).
Бронфенбренер учи в Университет „Корнел“ в Итака (Ню Йорк), и завършва с бакалавърска степен по психология и музика през 1938 г. В Харвард получава магистърската си степен през 1940 г., а от Университета в Мичиган – докторска степен по психология на развитието през 1942. В деня след като получава докторската си степен, Юри отива да служи в американската армия и участва като психолог в различни военни органи по време на Втората световна война. След войната той работи в различни университети и организации, а в университета Корнел той фокусира изследването си върху развитието на детето и влиянието на социалните сили в това развитие до края на кариерата си.
Бронфенбренер има написани над 300 научни статии и 14 книги в своя живот. Той е женен за Лиза Прайс и има шест деца.
Умира на 25 септември 2005 година в дома си в Итака, поради усложнения от диабет.

## Теория на екологичните системи
Бронфенбренер вижда процеса на човешкото развитие като взаимодействие между индивида и заобикалящата го среда. Специфичният път на развитие е резултат от влиянието на околната среда върху даден човек – например неговите родители, приятели, училище, работа и т.н. По тази причина Бронфенбренер разбира своята теория за човешкото развитие като Теория на екологичните системи. Неговата теория се състои от пет системи и гласи, че има много различни нива за влияние на околната среда, които могат да повлияят на развитието на детето. Това може да са хора и институции, пряко свързани с индивида, както и общонационални културни фактори. По-късно той отчита влиянието на времето, като например дадени събития или промени в културата през времената, а именно петата система наречена хроносистема. Освен това той преименува своята теория на биоекологичен модел, за да се признае значението на биологичните процеси в развитието.